# Tocha
Tocha est une ville du conseil de Cantanhede de près de 4 000 habitants sur la côté Atlantique entre Aveiro (42 km au nord), Figueira da Foz (21 km au sud)et Coïmbra (25 km à l'ouest). Elle est reliée à Aveiro et Figueira par la route nationale 109 et désormais l'A17. Elle se compose de la ville de Tocha et d'une plage (Praia da Tocha) située à 7 kilomètres.
La plage est un ancien village de pêcheurs et est désormais un lieu de villégiature estival et familial.

## Gastronomie
- Bacalhau com Batata na Areia : Morue avec des pommes de terre cuites dans le sable
- Sardinha na Telha : sardines grillées sur une tuile
- Broa : Pain de Maïs

## Tourisme & Patrimoine
- Plage de sable fin et blanc avec le Pavillon Bleu
- Palheiros qui sont les cabanes en bois sur le front de mer et typiques de cette plage (d'ailleurs l'ancien nom de la plage était Palheiros da Tocha)qui servaient de logements provisoires et de rangements aux pêcheurs
- Église Notre-Dame de Tocha fondée en 1610 par un espagnol João Garcia Bacelar qui s'est échoué sur la plage
- Chapelle de Praia da Tocha

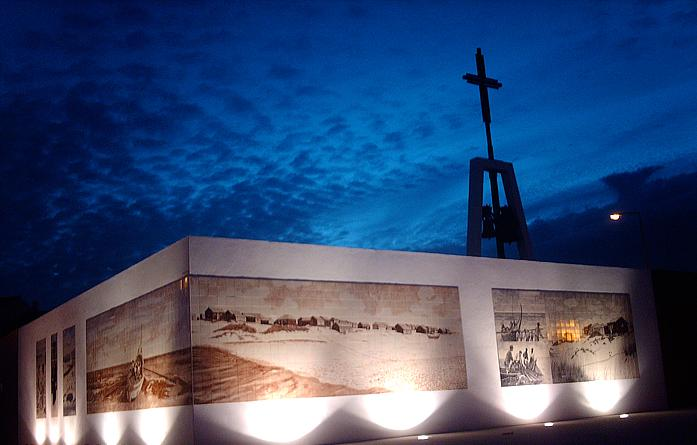
Église de Praia da Tocha(Palheiros da Tocha).

## Sport
- La ville possède un club de Football de D3 créé en 1953 União Desportiva da Tocha
- Les sports pratiqués sont le Bodyboard, Surf, Tennis, Cyclisme et Foot-ball